# Ниментовский, Стефан
Стефан Доминик Ниментовский (пол. Stefan Dominik Niementowski род. 4 августа 1866 г. в г. Жолква — ум. 13 июля 1925 г. в Варшаве) — польский учёный, химик, изобретатель, профессор , академик, доктор наук, ректор Львовской Политехники.

## Биография
Изучал химию во Львове, Берлине и Мюнхене. Защитил докторскую диссертацию в 1887 году в университете Эрлангена — Нюрнберга.
С 1892 работал профессором института и заведующим кафедрой общей и аналитической химии, затем избирался ректором Львовской Политехники в 1899—1900, 1900—1901 и 1908—1909.
Был членом и руководителем природоведческо-математического отделения Польского общества естествоиспытателей им. Коперника во Львове, в 1920—1922 — президент общества им. Коперника во Львове, член Польской академии знаний.
В 1919 Ниментовский стал одним из соучредителей Польского химического общества. В 1920 — в числе организаторов Польской Академии технических наук.
Специалист в области органической химии. Является изобретателем метода синтеза хинолина и хиназолина. Ниментовским разработан метод циклоконденсации ароматических аминокислот с амидами кислот, так называемая реакция Ниментовского (Niementowski Quinoline Synthesis).

## Статьи
- S. v. Niementowski, Ber. 27, 1394 (1894); 28, 2809 (1895); 38, 2044 (1905); 40, 4285 (1907).